# Theresa Fitzpatrick
Theresa Matauaina Fitzpatrick (25 de fevereiro de 1995) é uma ruguebolista de sevens neozelandesa, medalhista olímpica.

## Carreira
Fitzpatrick integrou o elenco da Seleção Neozelandesa Feminina de Rugby Sevens medalha de prata nos Jogos Olímpicos Rio 2016.